# Ana Gil de Melo Nascimento
Ana Gil de Melo Nascimento, född 4 december 1977 i Stora Råby församling, Malmöhus län, är en svensk med brasiliansk ursprung skådespelare. 
Hon utbildade sig vid Teaterhögskolan i Stockholm. Hon har haft flera roller i olika pjäser. Bland annat har hon spelat rollen som Augustine i en uppsättning av P.O. Enquists roman Boken om Blanche och Marie på Dramaten 2007.

## Biografi
Nascimento är mest känd som prinsessan Dioda i julkalendrarna Mysteriet på Greveholm och Mysteriet på Greveholm – Grevens återkomst.
Hon spelade även rollen som Mamma Eva i julkalendern Piratskattens hemlighet år 2014.
Under 2011 spelade Nascimento rollen som Jenny i tv-serien Gustafsson 3 tr. Hon hade också en mindre roll i filmatiseringen av Liza Marklunds Studio Sex från 2012. Hon är dessutom en av de fyra skådespelarna som framförde succé-föreställningen Liv Strömquist tänker på dig! på Dramaten som är baserad på Liv Strömquists seriealbum "Prins Charles känsla", "Einsteins fru" och "Ja till Liv!".
Nascimentos modersmål är portugisiska eftersom hennes far kommer från Portugal och mor från Kap Verde. Hon växte upp på Norra Fäladen i Lund. Språkkunskaperna ledde till jobb på Utrikesdepartementet och portugisiska ambassaden i Stockholm där hon ett tag var sekreterare till den före detta kulturministern, José Sasportes.

## Filmografi (i urval)
- 1996 – Mysteriet på Greveholm (TV-serie) – Prinsessan Dioda
- 2009 – Till vildingarnas land (svensk röst)
- 2011 – Gustafsson 3 tr (TV-serie)
- 2012 – Madagaskar 3 (svensk röst)
- 2012 – Studio Sex – Marie Lundgren
- 2012 – Mysteriet på Greveholm – Grevens återkomst (TV-serie) – Prinsessan Dioda
- 2013 – Slaktarens vals (kortfilm)
- 2014 – Piratskattens hemlighet (TV-serie) – Mamma Eva
- 2016 – Gåsmamman (TV-serie) - Juana
- 2017 – Jordskott (TV-serie)
- 2017 – Hassel (TV-serie)
- 2017 – Gåsmamman (TV-serie) - Juana
- 2017 – Gränsland (TV-serie) - Eva
- 2019 – Andra åket (TV-serie)
- 2020 – Berts dagbok
- 2021 – Sune – Uppdrag midsommar
- 2022 – Sneakerella (röstroll)
- 2023 – Kapningen (TV-serie)

## Teater

### Roller (ej komplett)
| År   | Roll                   | Produktion                                                            | Regi                 | Teater   |
| ---- | ---------------------- | --------------------------------------------------------------------- | -------------------- | -------- |
| 2007 | Intagen Berättare 2    | Blanche och Marie Per Olov Enquist                                    | Hilda Hellwig        | Dramaten |
| 2014 | Medverkande            | Liv Strömquist tänker på dig! Liv Strömquist                          | Ada Berger           | Dramaten |
| 2015 | Anne                   | Markisinnan de Sade (サド侯爵夫人?, Sado kōshaku fujin) Yukio Mishima | Stefan Larsson       | Dramaten |
| 2015 | Agnes                  | Barnet Jon Fosse                                                      | Johannes Holmen Dahl | Dramaten |
| 2016 | Vicki                  | Rampfeber (Noises Off) Michael Frayn                                  | Alexander Mørk-Eidem | Dramaten |
| 2017 | Medverkande            | Liv Strömquist tänker på dig! Liv Strömquist                          | Ada Berger           | Dramaten |
| 2018 |                        | SAFE Falk Richter                                                     | Falk Richter         | Dramaten |
| 2018 | Martha                 | Faust Jens Ohlin och Hannes Meidal                                    | Jens Ohlin           | Dramaten |
| 2019 | Elsewise               | Lilla Döden hälsar på (La visite de Petite Mort) Kitty Crowther       | Ada Berger           | Dramaten |
| 2020 |                        | Liv Strömquist tänker på sig själv Liv Strömquist och Ada Berger      | Ada Berger           | Dramaten |
| 2020 | Vera Tina Barnmorskan  | Maj Kristina Sandberg                                                 | Ellen Lamm           | Dramaten |
| 2021 |                        | Den yttersta minuten Mattias Andersson                                | Mattias Andersson    | Dramaten |
| 2022 |                        | Eld Jonas Hassen Khemiri                                              | Antú Romero Nunes    | Dramaten |
| 2023 |                        | Pappas födelsedag Alejandro Leiva Wenger                              | Frida Röhl           | Dramaten |
| 2024 | Medverkande            | Liv och död Strömquist Ada Berger och Liv Strömquist                  | Ada Berger           | Dramaten |
| 2024 | Karin Lind, regissören | Kung Lear (King Lear) William Shakespeare                             | Falk Richter         | Dramaten |